# Sam Hagens
Sam Hagens (26 januari 1992) is een Nederlands journalist. 
Hij presenteert Goedemorgen Nederland op NPO 1 en Goed Ingelichte Kring op NPO Radio 1. Daarvoor deed hij politiek verslag voor Hart van Nederland en Vandaag Inside op SBS6. En hij presenteerde HLF8.

## Biografie
Hagens werd geboren in 1992 als zoon van tv-presentator Pieter Jan Hagens. Hij ging naar het Barlaeus Gymnasium in Amsterdam en studeerde aansluitend Journalistiek aan de Hogeschool Utrecht. Tijdens zijn studie was Hagens in 2012 en 2013 verslaggever en nieuwslezer bij AmsterdamFM. Daarna werd hij redacteur en verslaggever bij de omroep NH. In september 2016 werd Hagens tevens redacteur bij RTL Nieuws, wat hij anderhalf jaar bleef. Begin 2018 verliet hij NH en RTL voor Hart van Nederland, waar hij wederom als verslaggever aan de slag ging. Na drie jaar werd hij daar politiek verslaggever.
Sinds 2021 was Hagens ook vaak te zien in de talkshow HLF8 om daar over politiek te praten. Vanaf januari 2023 presenteerde hij het programma wisselend met Hélène Hendriks. Ook is Hagens sinds 2022 als gast te zien bij praatprogramma Vandaag Inside. Op 27 maart 2023 verving Hagens Wilfred Genee eenmalig als presentator van Vandaag Inside. In het najaar van 2024 was Hagens te zien als een van de presentatoren van het SBS6-programma De beste wensen.
Eind 2024 maakte hij de overstap van Talpa naar omroep WNL, waar hij sinds 1 januari 2025 een van de presentatoren van Goedemorgen Nederland is. Daarnaast werd hij vanaf 28 december 2024 presentator van Goed Ingelichte Kring, een opinieprogramma van PowNed op NPO Radio 1. Hij was kandidaat in het 25e seizoen van Wie is de Mol?
In de zomer van 2025 presenteert hij de late avond-talkshow Goedenavond Nederland  op NPO 1, samen met Welmoed Sijtsma.

## Televisie en radio

### Presentatie/verslaggeving
- AmsterdamFM (2012-2013)
- NH Nieuws (2014-2018)
- Hart van Nederland, SBS6 (2018-2024)
- HLF8, SBS6 (2023)
- De beste wensen, SBS6 (2024)
- Goedemorgen Nederland, NPO 1 (2025-heden)
- Goed Ingelichte Kring, NPO 1 (2024-heden)
- Goedenavond Nederland, NPO 1 (2025)

### Gast/deskundige
- HLF8, SBS6 (2021-2023)
- Vandaag Inside, SBS6 (2022-2024)

### Deelnemer
- Wie is de Mol?, AVROTROS, NPO 1 (2025)
- Code van Coppens: De wraak van de Belgen, Talpa, SBS6 (2025)

## Privé
Hagens is vader van twee kinderen.